# Mogli pericolose
Mogli pericolose è un film del 1958 diretto da Luigi Comencini.

## Trama
Quattro coppie di amici affrontano in modi diversi la vita matrimoniale. Benny e sua moglie Lolita sono separati in casa: il rapporto fra lui, spaccone e gaudente, e lei, lamentosa, petulante e fin troppo puritana, sembra irrecuperabile; tanto più che lei intende proteggere il figlio Tato, timido studente di violino, dall'influenza paterna, che considera nefasta. Pirro è un uomo di mezz'età che ha sposato la giovanissima e bellissima Tosca, già artista di varietà, e si macera nella gelosia, sospettando che il proprio principale, Bruno, lo abbia promosso proprio grazie a rapporti clandestini con Tosca. Bruno, benché sposato con figli, non disdegna di continuare a corteggiare le belle donne, ma la gelosissima moglie Ornella, sobillata dall'arcigna madre, gli dà filo da torcere. Federico e Claudina, i più giovani, sono sposati da poco e innamoratissimi.
Tosca e Ornella, più smaliziate di Claudina, propongono all'amica una scommessa: Tosca tenterà alcuni approcci con Federico, e se quest'ultimo lo racconterà alla moglie, Tosca s'esibirà davanti a tutti in una danza del ventre come quando lavorava nel varietà. Federico riferisce tutto a Claudina, a cui i fatti sembrano dare ragione, e l'ex ballerina è costretta a esibirsi semisvestita durante una serata fra gli amici, con grande sgomento di Pirro e di Ornella. Pian piano, però, sembra che Federico finisca per accettare il presunto corteggiamento di Tosca: Claudina diventa improvvisamente gelosa e s'infuria, ma poi le cose si chiariscono e tutto finisce bene, perfino con la riconciliazione fra Benny e Lolita.

## Riconoscimenti
- 1959 - Nastro d'argento
  - Migliore attrice non protagonista a Dorian Gray